# Цоньо Калчев
Цоньо Калчев е български детски писател и поет, сред първите автори, които утвърждават селския бит и ценности в българската детска литература.

## Биография
Учи в педагогическо училище в Казанлък, а впоследствие – в София. Още през 1893 година започва да сътрудничи на детски периодични вестници със стихотворения, разкази, приказки, басни, гатанки. Води активна кореспонденция и с други детски писатели, с издатели, учители и общественици. Повече от 30 години Калчев работи като учител в родното си село Джулюница, където разкрива вечерно училище за възрастни и води активна читалищна дейност. Води тежък живот, обременен от недоимък и грижи по многолюдното си семейство. През последните 16 години от живота си е прикован към легло.
Цоньо Калчев е автор на текста на една от най-популярните български детски песни, „Сладкопойна чучулига“. По други негови стихотворения като „Пей ми, славею чудесни“ също са направени детски песни. Произведенията му са събрани в книгите:
- 1898 – „Детски приятел“,
- 1902 – „Песни и картинки“,
- 1903 – „Зимни вечери“,
- 1906 – „Весело другарче“,
- 1908 – „Покрай баба на колело“
- 1927 – „Пълен сборник на детски утра и вечеринки“, и други.

## Памет
На Цоньо Калчев е наречена улица в квартал „Драгалевци“ в София (Карта).